# Rzepicha

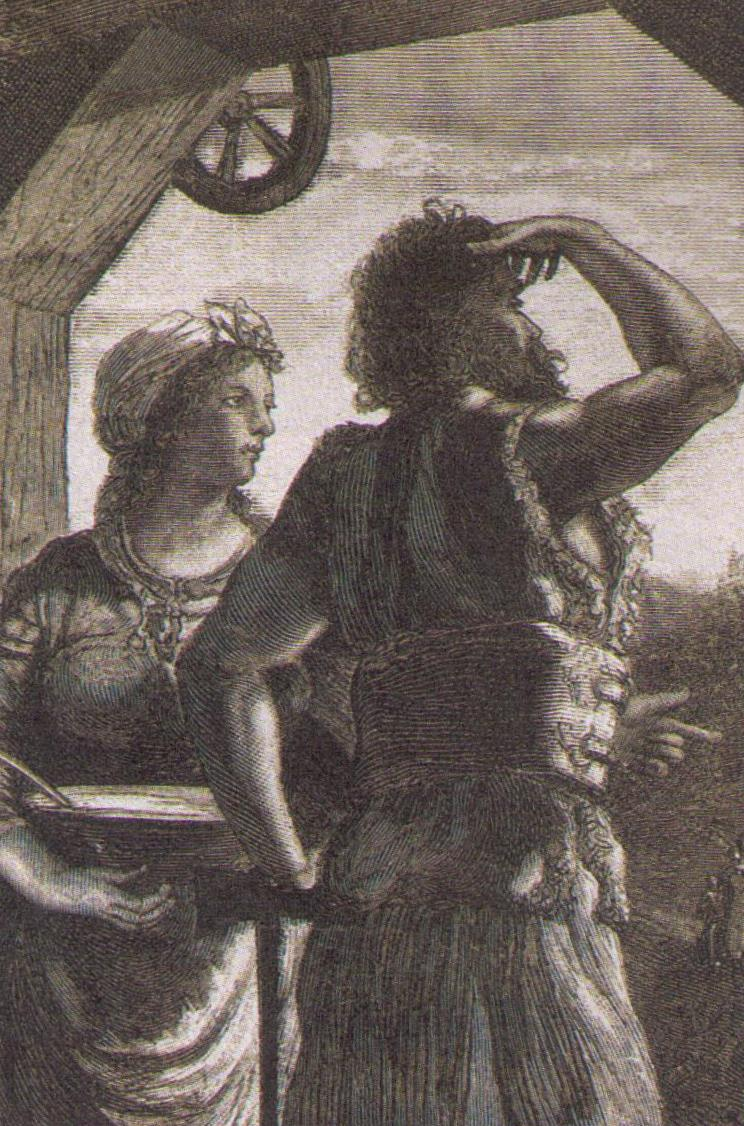
Piast i Rzepicha, dzieło nieznanego artysty

Rzepicha (Rzepka) – wzmiankowana w Kronice Galla Anonima żona Piasta, protoplasty dynastii Piastów, i matka Siemowita.
Postać Rzepichy pojawiała się w źródłach zawsze obok męża, a jej wątek nie był rozbudowywany. Samo imię ma formę zdrobniałą i pochodzi od rzepy z przyrostkiem pomniejszającym.
Jest centralną postacią powieści Franciszka Salezego Jezierskiego o tytule „Rzepicha, matka królów”.